# Anthidiellum hondurasicum
Anthidiellum hondurasicum là một loài Hymenoptera trong họ Megachilidae. Loài này được Cockerell mô tả khoa học năm 1949.